# ビリオン (数)
ビリオン（英語: Billion、 IPA: [ˈbɪljən]）は大きな数を表す単語であり、以下の2つの異なる定義が存在する。
- 1,000,000,000、すなわち10億（英: one thousand million）、109（10の9乗）。これはショートスケール（英: short scale）での定義であり、現在、英語圏において最も一般的な定義である。アメリカ英語においては19世紀以前から使われていたが、その後イギリスやその他の英語圏の国々でも一般的になった[1][2][3]。
- 1,000,000,000,000、すなわち1兆（英: one million million）、1012（10の12乗）。この定義は「billion」という単語の本来の意味に則ったものであり、ロングスケールでの定義である。主に英語以外のヨーロッパ諸言語で使われている。アメリカ英語では早い段階でショートスケールに取って代わられたが、イギリスでは1950年代まで最も一般的な定義として使われ、現在でも時折使用されている[3]。

アメリカ英語における「ビリオン」は、当時フランスで使われていたショートスケールの定義を取り入れたものである。
イギリスは長らくロングスケールの定義を使用していたが、1974年に政府が公式にショートスケールへの移行を発表した。しかし、その実1950年代以降には技術文書や報道関係ですでにショートスケールの定義で使われることがしばしばあったとされる。 さらに、1941年の時点で、ウィンストン・チャーチルは 「財政に関するすべての実務上の文書において、ビリオンは1000ミリオンを表す...」と発言している。
その他の国でも、ビリオン（または同語源の単語）はショートスケールとロングスケールのいずれの定義で使われていることが多い。

## 歴史

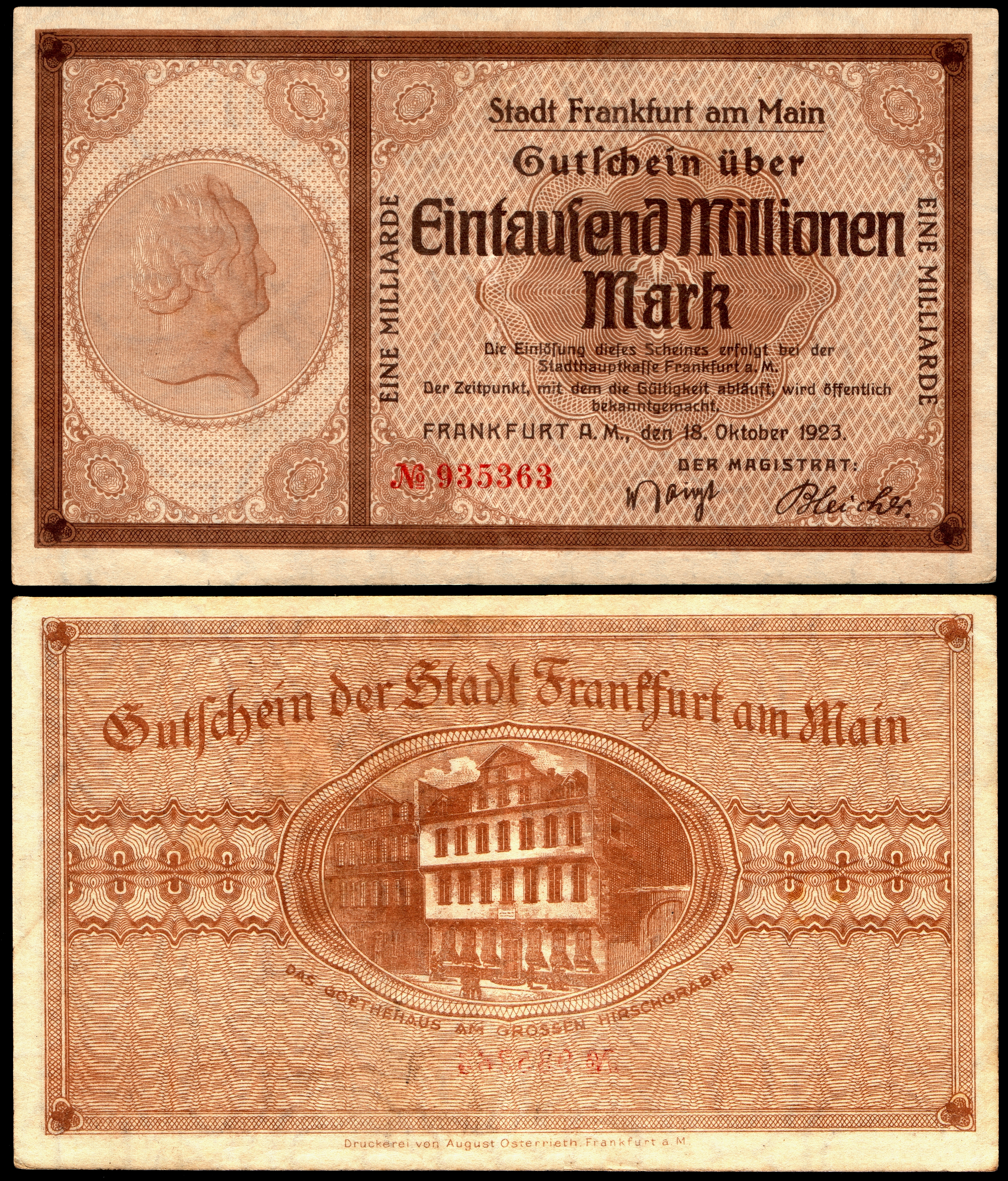
フランクフルト・アム・マインの10億マルクノートゲルト紙幣（1923）

オックスフォード英語辞典によると、「ビリオン」という単語は16世紀に「ミリオン」と接頭辞「bi-（2つ）」から作られ、ミリオンの2乗（1,000,0002 = 1012）を意味していた。このロングスケールの定義は、トリリオン、クワドリリオン（英: quadrillion）などにも同様に適用された。これらの単語は元々ラテン語であり、17世紀末頃に英語に導入されたものであった。
その後、フランスの算術家たちはこれら単語の定義を変更し、各段階で「6つのゼロ」ではなく「3つのゼロ」を追加するショートスケールの定義を採用したため、ビリオンは1000ミリオン（10⁹＝10億）を、トリリオンは100万ミリオン（10¹²＝1兆）を意味するようになった。この新しい慣習は、19世紀のアメリカ合衆国で広く受け入れられたが、イギリスはロングスケールの定義を続けて使用した。フランスも1948年にロングスケールの定義を使う方針に回帰した。
しかしイギリスでは、アメリカ英語の影響を受け、ショートスケールの使用がますます一般的になった。1974年、ハロルド・ウィルソン英首相（当時）は、政府が「ビリオン」という語をショートスケールの定義（10億）でのみ使用することを公式に発表した。
ロビン・マクスウェル＝ハイスロップ議員（Robin Maxwell-Hyslop MP）が提出した、「公的な用法はイギリスで伝統的に使われてきたロングスケールのビリオンに迎合するのか」の質問に対し、ウィルソン英首相は以下のように回答した。「いいえ。『ビリオン』という単語は現在、国際的に10億の意味で使われており、イギリスの大臣が他の意味で使用すると混乱を招くでしょう。私は、この国ではこの単語がまだ『1ミリオンのミリオン』と解釈される可能性があることを認めますし、同僚たちに（もしこの単語を使うのであれば）その定義についてはっきり説明するようお願いするつもりです。」

## ミリアード
10億を意味するもう一つの用語であるミリアード（英: Milliard）は、英語ではごく稀にしか使用されないが、他のヨーロッパ言語では似たような単語が普遍的に使用されている。例として、ブルガリア語、カタロニア語、チェコ語、デンマーク語、オランダ語、フィンランド語、フランス語、グルジア語、ドイツ語、ヘブライ語（アジア）、ハンガリー語、イタリア語、カザフ語、キルギス語、クルド語、リトアニア語、ルクセンブルク語、ノルウェー語、ペルシア語、ポーランド語、ポルトガル語（ただし、「mil milhões（1000ミリオン）」という表現の方が一般的）、ルーマニア語、ロシア語、セルビア・クロアチア語、スロバキア語、スロベニア語、スペイン語（ただし、「mil millones（1000ミリオン）」という表現の方がはるかに一般的）、スウェーデン語、タジク語、トルコ語、ウクライナ語、ウズベク語などでは、ミリアード（または類似語）をショートスケールのビリオンに割り当て、ビリオン（または類似語）をロングスケールの定義で使用する。つまり、これらの言語における「ビリオン」は、現行英語のそれより1000倍大きい計算になる。